# سنونو الجرف
سنونو الجرف أو السنونويات ذات الأعشاش الجرفية (الاسم العلمي: Petrochelidon)، جنس طيور من فصيلة السنونو. الاسم العلمي للجنس مشتق من اليونانية القديمة petros «صخرة»، وkhelidon «سنونو».
أنواعه خمسة.